# Jean De Fernex
Jean Emile Gustave De Fernex (Torino, 3 maggio 1885 – Olgiate Olona, 11 novembre 1936) è stato un calciatore italiano.

## Biografia
De Fernex aveva cinque fratelli: Oscar, Edoardo, Eugène, Charles, Alys ed Elena.
Eugène e Charles furono suoi compagni di squadra al Torinese.
Era zio del calciatore del Genoa Henri Dapples, membro di una rinomata famiglia di banchieri di Losanna.
Sposatosi con Olga Casati, ebbe quattro figli: Roberto, Piero, Giorgio e Gianluigi. Al momento della morte era amministratore delegato del Cotonificio Val D'Olona Ogna Candiani e membro del consiglio d'amministratore della manifattura Tosi.

### Carriera sportivo
Esordì nella stagione del 1902 nel pareggio per 1-1 contro la Juventus del due marzo 1902. In quel torneo raggiunse con il suo club la semifinale del torneo, da cui fu estromesso dai futuri campioni del Genoa.
La stagione seguente De Fernex, la cui presenza in campo non è certa per l'incompletezza dei tabellini con il suo club fu eliminato nella prima eliminatoria piemontese dalla Juventus.
Nella stagione del 1904 De Fernex fu nuovamente eliminato con i suoi nell'eliminatoria piemontese contro la Juventus.
L'anno seguente il Torinese diede forfait in entrambi gli incontri eliminatori piemontesi contro la Juventus venendo così eliminati. Nel primo incontro tra l'altro fu dato per la contemporanea assenza dei fratelli De Fernex a cui era mancata una zia oltre all'assenza di altri tre giocatori.
Sui tabellini era indicato come De Fernex III.

## Statistiche

### Presenze e reti nei club
| Stagione  | Club     | Campionato | Campionato | Campionato | Campionato |
| Stagione  | Club     | Comp       | Pres       | Reti       |            |
| --------- | -------- | ---------- | ---------- | ---------- | ---------- |
| 1902      | Torinese | CI         | 4          | 0          |            |
| 1902-1903 | Torinese | CI         | 1          | 0          |            |
| 1903-1904 | Torinese | PC         | 1          | 0          |            |
| 1904-1905 | Torinese | PC         | 0          | 0          |            |
| Totale    | Totale   | Totale     | 6          | 0          |            |